# Малое Андрейково (Костромской район)
Малое Андрейково — деревня в Костромском районе Костромской области, входит в Караваевское сельское поселение.

## География
Расположена на правом берегу Сеньдеги, в 2,5—3 км к югу от посёлка Караваево и недалеко от юго-восточных окраин Костромы. Деревня разделена на две части оврагом, в котором течёт ручей Катунка.

## История
В 1473 году митрополит всея Руси Филипп выменял у Ивана Руна д. Ильинскую в Минском стане Костромского уезда. К этой деревне относился наволок, то есть заливной луг, по названию Долгий. Долгий луг не был заселён, но его косили крестьяне деревни Ильинской. В 1494 г. в суде разбирался пограничный конфликт между крестьянами великокняжеских и митрополичьих деревень. Судья Сартак выяснил, что последним наволок косил крестьянин деревни Ильинской Андрей Бурко, поэтому наволок крестьяне называли уже не Долгим, а Андреевским. Судья в своих грамотах также записал его Андреевским наволоком. Через несколько лет конфликт между крестьянами снова разгорелся. Судья открыл книги писцовой описи Волынского 1501-1502 гг. — в них уже значилась деревня Андрейково. Крестьяне так описали это место: «… а Андрейкову, господине, до Катунину межа от устья реки Тёткиша рекою Сендегою вверх до устья Попадьинского оврага». Судья установил, что рядом с деревней Андрейково находятся деревни Демидково, Федорково, Перепечино, Осотово, Сухорево, Дмитрейцево, Иевцево, Карпово, Катунино, Лютого деревня, Игнатова пустошь, Микулина пустошь, Трестинская деревня. У крестьян была мельница. Здесь же жил бобровник великой княгини. По описи 1501 г. в Андреевой деревне жили Ивашко, Фролка, Олешка со своими домочадцами, Андрея Бурко в живых уже не было. Его прах покоится на сельском кладбище села Куликовского (ныне деревня Куликово).
Поскольку по имени Андрея Бутко наволок в 1493 году назывался Андреевским, то этот год следует считать датой основания деревни (неофициально день деревни отмечается 22 мая в христианский праздник Святого Николая).

## Население
| 2008 | 2010 | 2014 |
| ---- | ---- | ---- |
| 24   | ↘15  | ↗33  |

Это развивающаяся деревня, с постоянным приростом населения, как естественным, так и за счёт новосёлов. Численность населения на 2018 год составила 48 человек.

## Инфраструктура
В 2019 году в Малом Андрейково была установлена мемориальная доска в память о героическом земляке Иване Гавриловиче Харчине (09.12.1915 — 28.03.1945) — заместитель командира 42-го отдельного саперного батальона 136-й Киевской Краснознамённой ордена Богдана Хмельницкого стрелковой дивизии 70-й армии 2-го Белорусского фронта, капитан. Герой Советского Союза.